# Aurélio Freitas Ribeiro

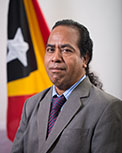
Aurélio Freitas Ribeiro

Aurelio Freitas Ribeiro (* 15. November 1971 in Lore, Portugiesisch-Timor) ist ein Politiker aus Osttimor. Er ist Mitglied der Partei FRETILIN und gehört ihrem Zentralkomitee an.
Ribeiro absolvierte ein Wirtschaftsstudium. Ab 2012 war er Abgeordneter im Nationalparlament Osttimors und hier Mitglied der Kommission für Wirtschaft und Entwicklung (Kommission D).
Bei den Parlamentswahlen in Osttimor 2017 verpasste Ribeiro zwar auf Listenplatz 25 den Wiedereinzug in das Parlament, rückte aber dann zum zweiten Sitzungstag am 6. September 2017 für Estanislau da Silva nach, der auf seinen Sitz verzichtete. Hier wurde er Mitglied in der Kommission für Infrastruktur, Transport und Kommunikation (Kommission E) und im Verwaltungsrat des Parlaments. Bei den Parlamentswahlen 2018 verpasste Ribeiro erneut den direkten Einzug in das Parlament auf Listenplatz 30.